# 新王誕生
『新王誕生』はHBO(日本ではスター・チャンネルが放送)のファンタジー・ドラマ・シリーズである『ゲーム・オブ・スローンズ』の第4章『戦乱の嵐-後篇-』の第5話である。プロデューサーでもあるデイヴィッド・ベニオフ と D・B・ワイスによって、原作『剣嵐の大地』および『乱鴉の饗宴』に基づいて脚本が書かれ、ミシェル・マクラーレンが監督した。
ジョフリー王殺害を受けて、弟のトメンがトメン一世として戴冠する。ピーター・ベイリッシュ(とサンサがアリンの谷間に着き、ベイリッシュはライサと結婚する。ブライエニーはサンサを探して〈壁〉に向かう。ジョンらは〈クラスターの砦〉の反乱者を殺す。ブランはホーダーを使ってロックを殺す。

## あらすじ

### キングズランディング
トメン・バラシオン王は戴冠式で王冠を授けられる。バルコニーで、サーセイ (レナ・ヘディ)とマージェリー(ナタリー・ドーマー)はジョフリーが悪しき王であり、トメンが良き王になるであろうと話す。サーセイは父タイウィン・ラニスター(チャールズ・ダンス)と話し、トメンとマージェリーの結婚式の日取りを二週間後とする。二人はサーセイとロラス・タイレルの結婚のことと、西部の金の鉱脈が尽きたことを話す。タイウィンは、王室がブレーヴォスの〈鉄の銀行〉に莫大な債務を負い、ラニスター家とタイレル家の連合が債務問題を解決すると話す。サーセイは、裁判でティリオンを有罪にするよう願う。庭で、サーセイはオベリン・マーテルに、ドーンにいる娘ミアセラのことを話す。ミアセラへの贈り物として、船をサンスピアに持ち帰ってくれと頼み、オベリンは承知する。

### 〈谷間〉
ピーター・ベイリッシュ(エイダン・ギレン)とサンサ(ソフィー・ターナー)はアリンの谷間に到着する。サンサがジョフリー殺しで手配されているため、ピーターは〈血みどろの門〉を守備する騎士に、姪のアレインであると告げる。二人はレディ・ライサと息子のロビンに迎えられる。ライサはサンサの正体を知っており、部屋に案内するようロビンに言う。二人だけになると、ライサはすぐにも結婚したいとピーターに迫り、亡夫ジョン・アリンを毒殺し、ラニスターに罪を着せる偽りの手紙を姉キャトリンに送ったことなど、ピーターのためにしたことを口にする。ライサを黙らせるため、ピーターはすぐに結婚することを承知する。夜、ライサはサンサにキャトリンのことを話し、ピーターがキャトリンを愛していたと語る。二人の会話は緊張を帯び、ライサはピーターを誘惑したとサンサを責めるが、最後にはサンサがまだ処女であると納得する。夫であるティリオンが処刑され次第、サンサはロビンと結婚することになるとライサは言う。

### 狭い海の向こう側
ジョフリーの死の知らせがデナーリス(エミリア・クラーク)に届く。会議でダーリオ・ナハーリス(マイケル・ユイスマン)はミーリーンの海軍を接収したと言い、デナーリスはその船を用いてウェスタロスを侵略したいと言う。 他の助言者たちはキングズランディング侵略に楽観的だが、ジョラー・モーモント(イアン・グレン)は、デナーリスの軍は七王国を征服するには十分ではないと警告する。ジョラーはまた、ユンカイは親方たちが再び奴隷を使い、アスタポアは王を自称する肉料理人が治めていると言う。デナーリスはジョラーの助言を聞き、七王国を侵略する前に、まずは奴隷商人湾を統治するつもりであると言う。

### 〈王の道〉
ブライエニー(グェンドリン・クリスティー)は、サンサが兄ジョン・スノウのところに向かうと考え、従者のポドリック・ペインとともに〈壁〉に向かって騎行する。キャンプで、ブライエニーは料理もできないポドリックを叱る。ティリオンのために何をしたのかを問うと、ポドリックは〈ブラックウォーターの戦い〉で〈王の盾〉の騎士を殺してティリオンを守った(『ブラックウォーターの戦い』)と言う。ブライエニーは感心し、従者として受け入れて鎧を脱ぐ手伝いをさせる。

### リヴァーランド
“ハウンド”サンダー・クレゲイン(ロリー・マッキャン)は、アリア(メイジー・ウィリアムズ)が殺したい人間のリストを読み上げるのを聞き、兄”マウンテン”グレガー・クレゲインを殺す手助けならするという。アリアはハウンドの名前もリストにあると言い返す。朝、ハウンドはアリアが剣の練習をしているところを見つける。ハウンドはアリアを侮り、自分を刺せと挑発する。その鎧はアリアの剣を易々と止め、ハウンドはアリアを殴り倒し、鎧を着た敵に対してアリアの剣技は役立たずだと言う。

### 〈壁〉の北
ロック(ノア・テイラー)は〈クラスターの砦〉に忍び込み、ラストがクラスターの妻の一人を殴るのを目撃し、ブラン(アイザック・ヘンプステッド＝ライト)の一行が小屋に閉じ込められているのを見つける。ロックはジョン・スノウ(キット・ハリントン)率いる一行のもとに戻り、酔った反乱者達を攻撃するべきだと言うが、ブランが囚われていることは隠す。ジョンは夜になったら攻撃すると一行に告げる。後にカール(バーン・ゴーマン)が小屋に入ってミーラ(エリー・ケンドリック)を強姦しようとするが、ジョジェン(トーマス・サングスター)がカールの死を予見したと警告して気をそらし、その時ジョンの一行が攻撃を始める。戦いで反乱者の多くは死に、ロックは一人抜け出してブランのもとに行く。ロックはブランの縄を切って無理やり連れ出すが、ブランは〈狼潜り〉の力を使ってホーダーの心に入って縛めの鎖を壊し、ロックの首を捻って殺す。ブランはジョンに会いたいと望むが、ジョンはブランを北には行かせないだろうとジョジェンが言い、一行は密かに旅立つ。
ジョンはカールと戦い、傷を負いながらもクラスターの妻に助けられてカールを殺す。死人を数えていた時、エッドはラストがいないことに気づく。森の中を逃げるラストはジョンのダイアウルフのゴーストに殺され、ゴーストはジョンのもとに戻る。ジョンは、クラスターの妻たちに〈壁〉に来るよう求めるが断られる。〈クラスターの砦〉と死体が焼き払われる。

## 製作

### 脚本
原作第三部『剣嵐の大地の第68、71章、および原作第四部『乱鴉の饗宴』の第14章、さらに原作第五部『竜との舞踏』の第4章に基づいて、プロデューサーでもあるデイヴィッド・ベニオフ と D・B・ワイスが脚本を書いた。ジョンが〈壁〉の北の〈クラスターの砦〉の反乱者たちを攻撃し、ブランが〈クラスターの砦〉から逃げるシーンは、ドラマのために創作された。

## 評判

### 視聴者数
本エピソードは初回放送で716万人に視聴されてシリーズ最高記録となり、同夜の再放送はさらに123万人に視聴された。

## 参照
1. ↑  Kondolojy, Amanda (2014年5月6日). “Sunday Cable Ratings: 'Game of Thrones' Wins Night, + 'Real Housewives of Atlanta', 'Married to Medicine', 'Silicon Valley' & More”. TV by the Numbers. 2014年5月6日閲覧。